# Gare de Saint-Sulpice - Izon
Ne doit pas être confondu avec Gare de Saint-Sulpice-Laurière, Gare de Saint-Sulpice (Tarn) ou Gare de Saint-Sulpice - Auteuil.
La gare de Saint-Sulpice - Izon est une gare ferroviaire française de la ligne de Paris-Austerlitz à Bordeaux-Saint-Jean, située sur le territoire de la commune de Saint-Sulpice-et-Cameyrac, à proximité d'Izon, dans le département de la Gironde, en région Nouvelle-Aquitaine.
C'est une halte de la Société nationale des chemins de fer français (SNCF), desservie par des trains TER Nouvelle-Aquitaine.

## Histoire

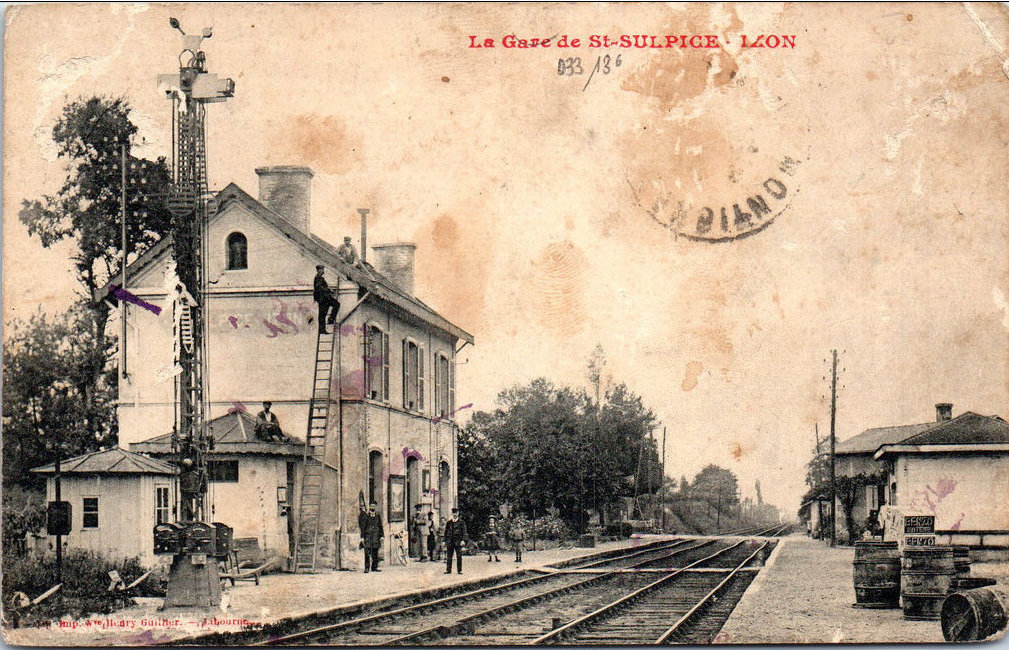
La gare au début du XXe siècle.

## Situation ferroviaire
La gare de Saint-Sulpice - Izon est située au point kilométrique (PK) 561,591 de la ligne de Paris-Austerlitz à Bordeaux-Saint-Jean, entre les gares de Vayres et de Saint-Loubès.

## Fréquentation
De 2015 à 2023, selon les estimations de la SNCF, la fréquentation annuelle de la gare s'élève aux nombres indiqués dans le tableau ci-dessous.
| Année           | 2015   | 2016   | 2017   | 2018   | 2019   | 2020   | 2021   | 2022    | 2023    |
| --------------- | ------ | ------ | ------ | ------ | ------ | ------ | ------ | ------- | ------- |
| Voyageurs seuls | 46 826 | 43 913 | 51 529 | 69 468 | 97 161 | 69 344 | 85 894 | 118 208 | 133 794 |

## Service des voyageurs
La gare est desservie par les trains TER Nouvelle-Aquitaine.